# کیوان ساکت
کیوان ساکت (زاده ۱۴ تیر ۱۳۴۰) آهنگساز، نوازندهٔ تار و سه‌تار، نویسنده اهل ایران است.

## زندگی‌نامه و فعّالیت هنری
کیوان ساکت در ۱۴ تیرماه ۱۳۴۰ در خانواده‌ای فرهنگی در مشهد چشم به جهان گشود. وی از کودکی با تشویق مادر و پدر خویش به موسیقی و نقاشی پرداخت، در نقاشی شاگرد اساتیدی همچون اُستاد صادق‌پور، در طرّاحی، استاد پیراسته، در رنگ و روغن و آبرنگ نیز شاگرد استاد دوّلّو بود. اوّلین درس‌های موسیقی را از دایی خویش منوچهر زمانیان در کارگاه موسیقی کودکان و نوجوانان که در آن زمان از سوی صدا و سیمای وقت به مدیریت مرتضی دلشب در مشهد تأسیس شده بود، فرا گرفت. پس از مدت کوتاهی منوچهر زمانیان به دلیل ادامه تحصیل از مشهد مراجعت کرد. پس از مدتی همشهری و دوست دایی وی، حمید متبسم که در آن زمان در دانش‌سرای هُنر تهران موسیقی تحصیل می‌کرد به مشهد آمده و هم‌زمان در کارگاه موسیقی به تدریس مشغول شد و حدود دو تابستان پیاپی مدرس آنجا باقی ماند.
کیوان ساکت در سال ۱۳۷۵ گروه وزیری را تأسیس کرد و آثار زیادی را با این گروه اجرا کرده است. او در سال ۱۳۶۹ به دعوت پرویز مشکاتیان به عنوان تک‌نواز به گروه عارف دعوت شد و حاصل این همکاری آثاری است نظیر «افشاری مرکب»، «افق مهر»، «وطن من» با صدای ایرج بسطامی، و «مقام صبر» از ساخته‌های پرویز مشکاتیان با تکنوازی تار کیوان ساکت و آواز علیرضا افتخاری.
از دیگر فعّالیت‌های کیوان ساکت می‌توان به کُنسرت‌های متعدد در داخل و خارج از ایران اشاره کرد. وی ارکستر بزرگ کیوان ساکت را تأسیس کرده با بیش از ۶۰ نوازنده و خواننده که کنسرت‌های متعددی را در تهران و مشهد و… اجرا کرده است.
در دی ۱۳۹۸ کیوان ساکت برای همدردی با مصیبت‌دیدگان سرنگونی هواپیمای مسافربری اوکراین توسط سپاه پاسداران، از شرکت در جشنواره موسیقی فجر انصراف داد.

## آثار

### آلبوم‌ها و اجراها
- «جامه‌دران» تکنوازی تار و تنبک در اصفهان، شور و چهارگاه
- «سبکبال» اجرای ۱۸ چهار مضراب نوشته شده در کتاب سبکبال
- «ای وطن» بازسازی و اجرای برخی آثار استاد علینقی وزیری با آواز فاضل جمشیدی و پیانو هومن خلعتبری
- «آشنایی با آواز دشتی» اجرای برخی درس‌های دفتر دوم شیوه نوین آموختن تار و سه‌تار
- «فسانه» اجرای ابوعطا، راست‌پنجگاه با ارکستر وزیری با صدای ایرج بسطامی
- «دیدار شرق و غرب» (مرغ سحر) اجرای مرغ سحر با صدای فاضل جمشیدی و نیز اجرای ۸ آهنگ معروف جهان از ساخته‌های مشاهیر غرب با تار و همراهی پیانو مازیار حیدری
- «قاصدک» تکنوازی سه‌تار به همراهی دکلمه شعر توسط ژاله صادقیان از آثار شاعران معاصر
- «شرق اندوه» اجرای تار و ارکستر زهی در دو بخش نخست: ایرانی و سپس: موسیقی دوران مختلف غرب با همکاری اُمید نیک‌بین، نوید مصطفی‌پور و بهنام ابوالقاسم.
- «بی‌کاروان کولی» اجرای آثاری از ساخته‌های ساکت با ارکستر وزیری با صدای ایرج بسطامی در مایهُ شوشتری و شور.
- «ماه‌بانو»، تصانیف قدیمی، آواز صدیق تعریف
- «شبی با خورشید»
- «یادگار خون سرو»
- «زندگی» با صدای سعید لاری
- «نغمهٔ مهر» (در ایران منتشر نشده)
- آهنگسازی و ساخت و اجرای ده برنامه به سبک «گلهای جاویدان» به نام «نغمه‌های جاویدان» به سفارش واحد موسیقی صدا و سیما با دکلمهٔ ژاله صادقیان و تک‌نوازی ساکت و حسن ناهید (نی) و محمود محمدی (کلارینت) و سینا جهان‌آبادی (کمانچه) و با اجرای ارکستر وزیری و صدابرداری آقای صابر و خانم بخشایش و صدای سالار عقیلی، رضا رضایی، محسن روح‌افزا، امیر تفتی و فاضل جمشیدی
- ساخت برنامه‌های ۱۵ دقیقه‌ای به نام «قول و غزل»، اجراء با سه‌تار به منظور شناخت و تجزیه و تحلیل ردیف موسیقی ایرانی به دو روایت یکی آنچه خود در کتاب‌های خویش نگاشته دوم روایت میرزا عبدالله.
- «رقص انگشتان» «یادگار سفر مسکو ضبط شده در استودیوی کُنسرواتوار چایکوفسکی»
- «می‌تراود مهتاب» با صدای سالار عقیلی.
- «کی می‌رسد باران» با صدای سینا سرلک و روی اشعار هرمز ناصر شریفی
- وقتی نیستیم نام آلبومی در یادبود حسن کسایی است که پس از درگذشت او منتشر شد. که با همراهی تنبک محمود رفیعیان اجرا شده است.

### کتاب‌ها
1. ۱۲ جلد کتاب برای تار و سه‌تار
2. «بیایید تار و سه‌تار بنوازیم» در ۱۰جلد که تا کنون ۶ جلد آن چاپ شده است. (برای ۵ سال آموزش)
3. «سبکبال» ۱۸ چهار مضراب برای تار و سه‌تار
4. «ده تمرین ۱۰ اتود» برای تار و سه‌تار
5. «با موج تا کرانه»، نُت تعدادی از آهنگ‌های آلبوم‌های «شرق اندوه» و «شبی با خورشید»
6. «حرکت دائمی» ۲۰ اتود برای تار و سه‌تار
7. «چرخ نیلوفری» ۲۰ تمرین برای تار و سه‌تار
8. «هشت آهنگ معروف جهان». نت آهنگ‌های کلاسیکی که در آلبوم «دیدار شرق و غرب» وجود دارند.
9. «در سایه سار بید» (۱۵ چهار مضراب ساده)
10. ردیف کاربردی موسیقی ملی ایران

## مستند زندگی
در سال ۱۳۹۴ مستندی پرتره از زندگی و فعالیت‌های وی توسط مجتبی سعادت ساخته شده است.